# Tempo primo
Tempo primo, in geschriebener Musik meistens mit Tempo I° abgekürzt, ist eine Vortragsanweisung, die vom Ausführenden verlangt, zum allerersten Tempo eines Werkes oder Satzes zurückzukehren.
Wenn beispielsweise in einem schnellen Satz mit der Bezeichnung „Allegro con moto ma non troppo presto“ ein ruhigerer Mittelteil (z. B. „Poco meno, quasi Andante“) eingeschoben ist, und danach wieder zum Allegro zurückgekehrt werden soll, erspart sich der Komponist erhebliche Schreibarbeit, wenn er anstelle der vollen Tempobezeichnung lediglich „Tempo I°“ schreibt. In Partituren deutschsprachiger Komponisten findet man auch oft Bezeichnungen wie Erstes Zeitmaß oder Zum Tempo des Anfangs zurückkehren.
Verheerend kann die Verwechslung des Begriffes mit der Bezeichnung a tempo sein, dem manchmal auch große Meister erliegen: In der dritten Sinfonie von Anton Bruckner hat der langsame Satz (Adagio) einen etwas schnelleren Mittelteil (Andante quasi Allegretto), in dem ein Ritardando mit „Tempo I°“ anstelle von „a tempo“ abgeschlossen wird, was einen übergenauen Dirigenten dazu führen kann, den Rest des Mittelteils im ersten Adagio-Tempo zu musizieren.